# Đường mòn chính Beskid
Đường mòn chính Beskid Kazmierz Sosnowski (tiếng Ba Lan Główny Szlak Beskidzki imienia Kazmierza Sosnowskiego, "GSB") là một đường mòn khoảng cách dài được đánh dấu màu đỏ dẫn từ Ustroń ở Silesian Beskids đến Wołosate trong dãy núi Bieszczady.
Con đường mòn dài nhất trong dãy núi Ba Lan, với 496 km chiều dài  , nó băng qua Silesian Beskid, Żywiec Beskid (Beskid ywiecki), Dãy núi Gorce, Beskid Sądecki, Low Beskids (Beskid Niski) và Bieszczady. Bao gồm các phần cao nhất của Beskids bên phía Ba Lan, nó đi qua các địa điểm như Stożek Wielki (ở Czech Velky Stožek), Barania Góra, Babia Góra, Polica, Turbacz, Luban, Przehyba, Radziejowa, Jaworzyna Krynicka, Rotunda, Cergowa, Chryszczata, Smerek và Halicz cũng như cho các địa phương như: Ustroń, Wegierska gorka, Jordanów, Rabka-Zdrój, Krościenko nad Dunajcem, Rytro, Krynica-Zdrój, Iwonicz-Zdrój, Rymanów-Zdrój, Komańcza, Cisna, Ustrzyki Gorne, v.v.
Đường mòn chính Beskid được tạo ra trong thời kỳ giữa 2 cuộc chiến tranh. Tuyến đường của phần phía tây (Ustroń-Krynica) được thiết kế bởi Kazimierz Sosnowski và nó đã được hoàn thành vào năm 1929. Phần phía đông, theo dự án của Mieczysław Orłowicz, đã hoàn thành vào năm 1935 và nó đã dẫn đến Chornohora nằm ở biên giới Ba Lan. Giữa năm 1935 và 1939, nó được đặt theo tên của Józef Piłsudski.

## Kỷ lục
Hiện tại thời gian vượt biên ngắn nhất thuộc về Maciej Więcek (đội PL inov-8) với thời gian 114 giờ 50 phút. Anh ấy đã thành công khi thực hiện thành tích này trong khoảng thời gian từ 20-24 tháng 6 năm 2013. Trước đây trong gần 7 năm, kỷ lục này thuộc về Piotr Kłosowicz, người phải mất 168 giờ để đi hết con đường vào tháng 9 năm 2006. Cả hai thí sinh đều chinh phục GSB từ đông sang tây, tuy nhiên Piotr Kłosowicz đã làm điều đó mà không cần đội hỗ trợ trong khi Maciej Więcek cần đến sự hỗ trợ. Vào năm 2014, vận động viên chạy marathon siêu hạng Łukasz Pawłowski đã vượt qua con đường mòn trong 158 giờ 7 phút mà không có đội hỗ trợ.